# تكوين جوجو
تكوين جوجو (بالإنجليزية: Gogo Formation)‏ هو تكوين جيولوجي يقع في أستراليا ويعود إلى العصر الديفوني. يُعتبر هذا التكوين مهمًا في دراسة الجيولوجيا القديمة والحفريات، حيث يحتوي على مجموعة متنوعة من الأحافير التي تعكس الحياة البحرية في تلك الفترة.

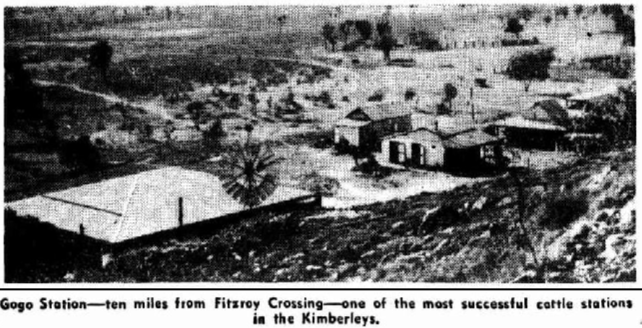
تكوين جوجو

## الموقع الجغرافي
يقع تكوين جوجو في ولاية أستراليا الغربية، ويُعتبر جزءًا من حوض بروفينس. يتميز بموقعه الجغرافي الفريد الذي ساهم في الحفاظ على الأحافير.

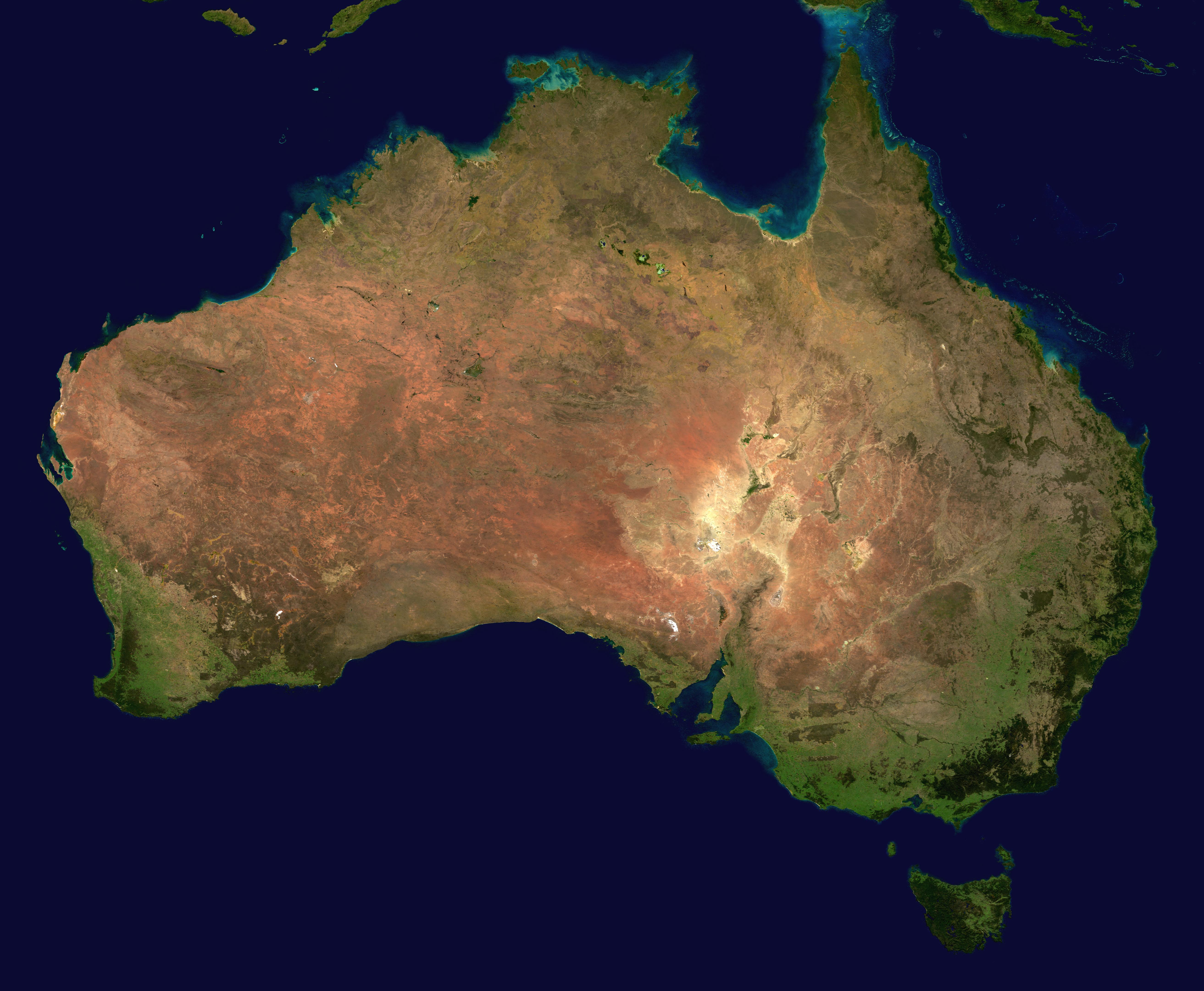
أستراليا

## العمر الجيولوجي
يعود تكوين جوجو إلى العصر الديفوني، الذي يمتد من حوالي 419 إلى 359 مليون سنة مضت. يُعتبر هذا العصر فترة مهمة في تاريخ الأرض، حيث شهد تطور الحياة البحرية بشكل كبير.

## التركيب الجيولوجي
يتكون تكوين جوجو بشكل رئيسي من الحجر الجيري، ويحتوي أيضًا على طبقات من الصخور الرسوبية الأخرى. يُظهر التكوين تنوعًا في التركيب، مما يعكس الظروف البيئية المختلفة التي كانت موجودة في ذلك الوقت.

## الحفريات
يُعرف تكوين جوجو بوجود حفريات غنية، بما في ذلك أحافير الأسماك والنباتات. تُعتبر هذه الأحافير مهمة لدراسة تطور الحياة البحرية، حيث توفر معلومات حول الأنواع التي كانت تعيش في المحيطات خلال العصر الديفوني.

## الأهمية العلمية
يُعتبر تكوين جوجو مهمًا في علم الحفريات وعلم الجيولوجيا، حيث يساعد العلماء في فهم تطور الحياة البحرية والبيئات القديمة. كما يُستخدم في الأبحاث المتعلقة بالتغيرات البيئية والمناخية عبر الزمن.

## خاتمة
تكوين جوجو هو مثال رائع على التنوع البيولوجي والجيولوجي الذي كان موجودًا في العصر الديفوني. يوفر هذا التكوين معلومات قيمة للعلماء والباحثين في مجالات الجيولوجيا والحفريات.